# パナソニック ライフソリューションズ インド
パナソニックライフソリューションズインド（旧：アンカーエレクトリカル）は、インドの電気機器メーカーである。インドでモジュラーおよび非モジュラー電気スイッチの最大手であり、そのほかに低電圧開閉装置、ワイヤーとケーブル、LED照明と扇風機なども製造している。

## 歴史
1963年にアンカーエレクトリカルとして設立された。現在の社名はパナソニックライフソリューションズインドであり、パナソニック株式会社の完全子会社である。パナソニックは、2007年に50年の歴史を持つインドの家族経営の電気機器ブランドであるアンカーを買収した。
同社は、低電圧の電気スイッチと付属品、開閉装置と保護装置、ワイヤーとケーブル、ランプとランプ、ファンを製造している。また、パナソニックのホームオートメーション関連製品も販売している。
同社の新しい工場はインドのダマンに建設された。このプラントへは200億ルピーが投資され、あらゆる種類の配線装置を生産する予定である。工場の現在の生産能力は2億4000万台。最初の2年間は、ダマンで製造された製品が国内市場に対応する。 2015年までに、同社は収益の5％が輸出によるものになると予測していた。工場では、LED照明、ソーラーパネルの設置、下水処理水の使用などの機能を採用している 。